# Bromexina

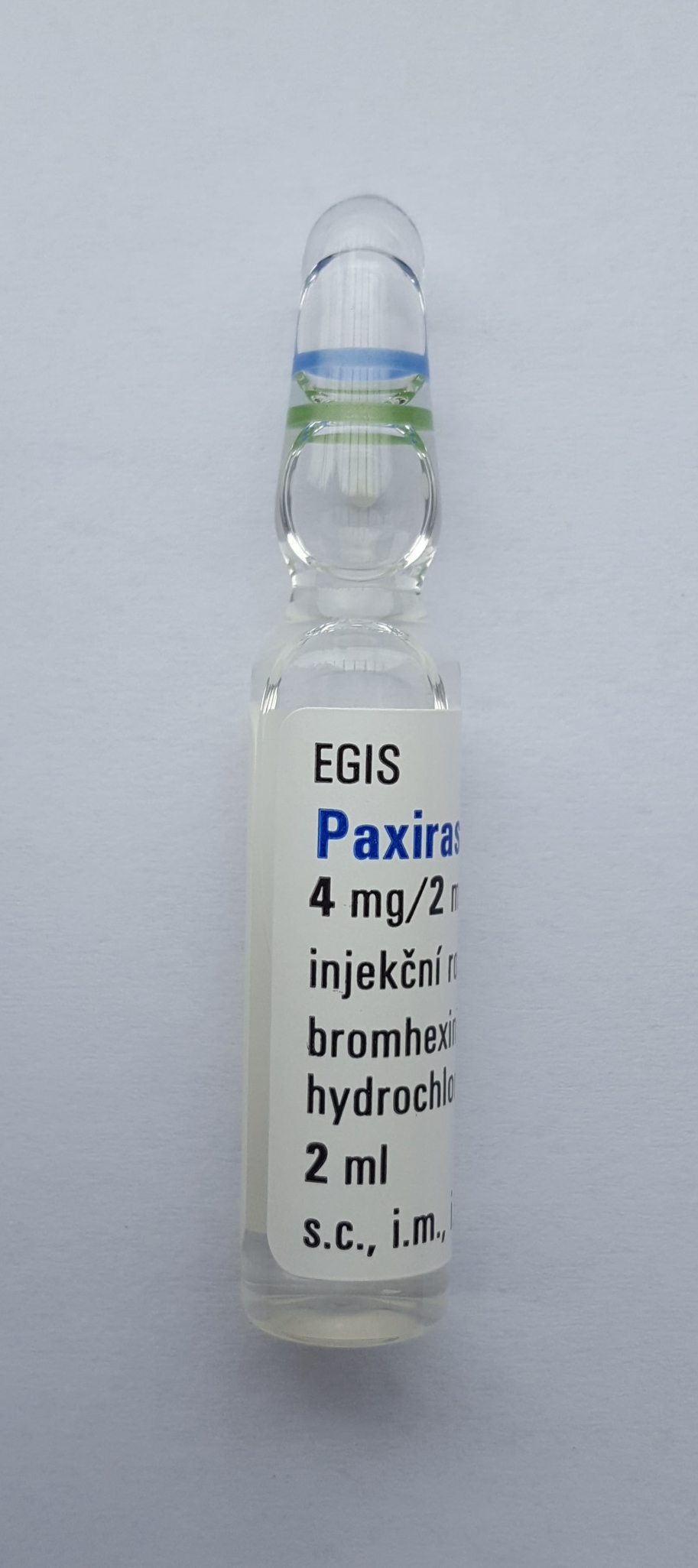
Bromexina

Bromexina é um fármaco com propriedades mucolíticas, utilizado na bronquite, bronquiectasia, pneumoconiose, laparotomias e toracotomias.

## Propriedades
Se administrado pela via oral, seu efeito ocorrerá com maior vigor passado alguns dias. Caso seja injetado diretamente na circulação, sua ação ocorre em média em 15 minutos.